# America Sings
America Sings est une ancienne attraction du parc Disneyland, en service de 1974 à 1988, qui sous la forme d'un spectacle avec des animaux audio-animatronics avait pour but d'amuser le public avec des chansons de différentes époques de l'histoire américaine, saupoudrées d'humour. L'attraction a remplacé en 1974 le Carousel of Progress transféré au Magic Kingdom et a fermé en 1988 pour faire place à Innoventions.

## L'attraction
- Ouverture : 29 juin 1974[1]
- Fermeture : 10 avril 1988[1]
- Conception : WED Enterprises
- Audio-animatronics : 115
- Sens de rotation : sénestre
- Ticket requis : "E", et "D" la dernière année
- Type d'attraction : Théâtre rotatif
- Situation : 33° 48′ 43″ N, 117° 55′ 00″ O
- Attraction précédente :
  - Carousel of Progress (1967-1974)
- Attraction suivante :
  - Innoventions (depuis 1998)

### Le spectacle
Le chef de cérémonie du spectacle était un pygargue à tête blanche (emblème des États-Unis) nommé Sam (voix de Burl Ives) et d'une chouette anonyme (voix de Sam Edwards). L'attraction était située dans Tomorrowland au bout de la rue provenant de la place centrale. Les personnages sont l'œuvre de Marc Davis à qui l'on doit aussi ceux du Country Bear Jamboree. L'attraction fut ouverte peu avant le Bicentenaire de États-Unis. Le caractère de l'Aigle de Sam (et tous les autres caractères), sont nés sous la plume de Marc Davis, un animateur de Disney, et est parfois confondu avec Sam, l'aigle mascotte des  Jeux olympiques d'été de 1984 de Los Angeles, né sous la plume de Robert Moore, conçu dix ans plus tard, exclusivement pour les jeux.
Une sélection de chansons dans la présentation :
- Yankee Doodle
- Home on the Range
- Who Shot That Hole in My Sombrero?
- Down by the Riverside
- I'm Only a Bird in a Gilded Cage
- Tarara-boom-dee-ay
- The Bowery
- Sweet Adeline
- Old Grey Mare
- See You Later, Alligator
- Shake, Rattle and Roll
- Pop Goes the Weasel

Le spectacle était comparable au Country Bear Jamboree de Disneyland. Les sièges du public tournaient autour de la scène mécaniquement à l'intérieur du bâtiment du Théâtre Carrousel. Ce théâtre avait l'extérieur du niveau inférieur qui tournait autour d'une scène centrale. L'attraction America Sings tournait dans le sens senestre (inverse des aiguilles d'une montre) ce qui est le contraire du Carousel of Progress, l'attraction précédente dans le théâtre.
Les musiques de l'attraction ont été regroupées dans un album édité par le label Disneyland Records.

### La fermeture
Après la fin du Bicentenaire, le spectacle perdit de sa popularité jusqu'à ce que seulement 50 personnes entrent simultanément dans le théâtre. L'attraction ferma en 1988. La plupart des Audio-animatronics furent transférés dans l'attraction Splash Mountain à l'opposé du parc qui ouvrit le 17 juillet 1989 pour le 34e anniversaire du parc Disneyland. Deux autres, des oies à l'origine furent enlevées avant la fermeture, en 1986. Elles ont été dépecées pour ne laisser que le squelette robotique et décapitées, leurs têtes furent remplacées par une forme futuriste. Les deux robots, des droïdes G2 discutent depuis 1987 dans la file d'attente de Star Tours. La portion rock n' roll du final de l'attraction sert dans les tests d'aptitudes des audio-animatronics. Le reste du spectacle fut recyclé.
Le Théâtre Carrousel resta vide pendant près de 10 ans avec ses portes fermées à clé et une pancarte typique des constructions de Disney : un Mickey Apprenti Sorcier déclarant "Désolé, nous sommes fermé. Nous imaginons une toute nouvelle attraction".
Les visiteurs se demandèrent longtemps quelle serait cette attraction. Ce n'est que lors de l'annonce de la Décennie Disney par Michael Eisner qu'un coin du voile se leva. un nouveau spectacle d'audio-animatronic nommé "Plectu's Fantastic Intergalactic Revue" devait ouvrir. L'attraction devait être une comédie musicale d'une autre galaxie jouée par une troupe itinérante de musiciens extra-terrestres en audio-animatronic dont le vaisseau spatial aurait atterri dans Tomorrowland. Ce concept faisait partie du Tomorrowland 2055 (100e anniversaire de Disneyland) mais fut annulé en raison de questions budgétaires.
America Sings fut finalement remplacée en 1998 par Innoventions, une version de l'attraction homonyme du parc Epcot.

## Le décès de Deborah Gail Stone
Le lundi 8 juillet 1974, une cast member (employée de Disney) saisonnière nommée Deborah Gail Stone et âgée de 18 ans est tuée dans l'attraction, seulement trois semaines après son ouverture. Elle est morte écrasée entre un mur rotatif et un mur stationnaire de la scène centrale de six amphithéâtres. Elle était en train de changer de scène afin d'accueillir les nouveaux spectateurs qui entraient dans la zone de chargement-déchargement. L'attraction rouvre dès le mercredi 10 juillet 1974 avec des lumières de sécurité (non indispensables légalement à l'époque) et le parc a jusqu'au 25 juillet pour proposer une solution pérenne. C'est le premier décès d'un employé Disney dans le parc Disneyland en 19 ans de service qui compte aussi quatre  décès de visiteurs. La solution proposée a été de construire les parois des murs, qui entraient en contact lors des rotations dans un matériau cassable au cas où un accident similaire se reproduirait.